# 크로미엄 임베디드 프레임워크
크로미엄 임베디드 프레임워크(Chromium Embedded Framework, CEF)는 크로미엄 기반의 레이아웃 엔진을 포함한 오픈 소스 프레임워크다.
C++ 로 개발되었으며 윈도, 리눅스, 맥 OS X에서 실행되는 데스크톱 응용 프로그램을 만들수 있다.

## 지원 언어
CEF는 기본으로 C, C++를 지원하지만 다른 언어에 대한 바인딩을 제공한다.
- Delphi (CEF1) - DCEF 1[3]
- Delphi (CEF3) - DCEF 3[4]
- Go (CEF3) - CEF2go[5]
- Java (CEF3) - Java Chromium Embedded[6]
- .NET (CEF1, CEF3) - CefSharp[7]
- .NET (CEF1) - CefGlue[8]
- .NET/Mono (CEF3) - Xilium.CefGlue[9]
- .NET (CEF3) - ChromiumFX[10]
- Python (CEF1, CEF3) - CEF Python[11]

## CEF 응용 프로그램 목록
- 어도비 드림위버 CC - 웹디자인 소프트웨어
- 어도비 에지 애니메이트 - 멀티미디어 제작툴
- 어도비 에지 리플로 - 반영형 웹디자인 툴
- 알파 애니웨어 - 웹 어플리케이션 개발툴
- 아마존 뮤직 - 컴퓨터용 미디어 플레이어
- AOL 인스턴트 메신저 - 채팅 클라이언트 (윈도우에 한해 CEF 사용)
- AppJS - Node.js를 쓰는 빌드 데스크탑 어플리케이션[12]
- Battle.net 클라이언트 - 블리자드 게임 업데이트 도구
- BirdFont - 폰트 편집기
- 어도비 브래킷 - 웹용 오픈소스 코드편집기
- 크로미엄 탭 - 크롬 내의 또다른 크롬, 크롬 탭 확장
- 큐비즈 - 데스크탑상 콘텐츠 통합도구[13]
- 데수라 - 온라인게임 플랫폼
- 디시 월드 IPTV - 스트리밍 비디오 플랫폼
- 이브 런처 - on Mac OS X용 이브 온라인 런처,[14] 윈도우즈용 베타런처
- 이버노트 - 메모용 소프트웨어
- ExeOutput - 데스크탑 어플리케이션을 비롯한 HTML5/PHP 어플을 효율적으로 쓰게 도와주는 도구[15]
- ExpanDrive - 네트워크 파일시스템 클라이언트
- 윈도우용 페이스북 메신저
- 프리 다운로드 매니저 5.0 알파 - 무료 다운로드 매니저 (알파 버전)
- 구글 웹 디자이너 - 인터랙티브형 HTML5 사이트와 광고 제작툴
- 잉키 - 스마트 이메일 어플
- 인텔 앱업 인캡슐레이터 - 인텔 앱스토어 소프트웨어
- 자네터 - 트위터 클라이언트 소프트웨어[16]
- JMS4 -  가구회사용 프로그램
- Key4Two - 하드웨어급 안전 공유망[17]
- LoL Patcher - 리그 오브 레전드 업데이트를 위한 패쳐
- 매코 웹 에디터 - 웹개발용 상업 WYSIWYG 에디터
- 맬리버드 - 윈도우즈용 이메일 소프트웨어
- mChef - mIRC 브라우저 플러그인[18]
- MediaMan - 조직 소프트웨어
- MEO 뮤직 - 스트리밍 음악 어플리케이션[19]
- MetaVR - 지리 시뮬레이션 소프트웨어[20]
- MTG 스튜디오 - 게임 조직 소프트웨어[21]
- OpenSpace3D - 3D 개발 플랫폼[22]
- PHP 데스크톱 - PHP, HTML 5, 자바스크립트, SQLite용 데스크탑 응용프로그램 개발도구[23]
- 포커스타스 - 세계 최대 규모의 온라인 포커
- 쿼부즈 데스크톱 - HD 다운로드 및 스트리밍 음악 플랫폼[24]
- 퀀텔 웹툴스 - 서드파티 웹 응용프로그램을 퀀텔 에디터로 띄우는 웹툴
- Rdio - 스트리밍 음악 플랫폼
- 슬랙 - 팀 커뮤니케이션 도구
- 스포티파이 - 스트리밍 음악 플랫폼
- 스팀 클라이언트 - 온라인 게임 플랫폼
- 텔레브리즈 플레이어 - 멀티플랫폼 스트리밍 비디오 플레이어[25]
- 텐센트 QQ - 채팅 프로그램 및 웹브라우저
- 트렌드 마이크로 - 인터넷 보안 소프트웨어
- 유플레이 - 온라인 게임 플랫폼
- WBEA 데스크톱 - HTML5 응용프로그램을 데스크탑 응용프로그램으로 실행시키는 프로그램[26]
- 야순 - 마이크로소프트 아웃룩용 앱스토어 및 플랫폼
- 나온톡 - 웹메신저 전용 브라우저

## 같이 보기
- 일렉트론 (소프트웨어 프레임워크)
- XULRunner